# Colchicum fasciculare
Colchicum fasciculare är en tidlöseväxtart som först beskrevs av Carl von Linné, och fick sitt nu gällande namn av Robert Brown. Colchicum fasciculare ingår i släktet tidlösor, och familjen tidlöseväxter. Inga underarter finns listade i Catalogue of Life.